# Das Sterben in Wychwood
Das Sterben in Wychwood (Originaltitel Murder is Easy) ist der 25. Kriminalroman von Agatha Christie. Er erschien zuerst im Vereinigten Königreich am 5. Juni 1939 im Collins Crime Club und im September desselben Jahres in den USA bei Dodd, Mead and Company unter dem Titel Easy to Kill. Die deutsche Erstausgabe wurde 1943 vom Scherz Verlag (Bern) in der Übersetzung von Auguste Flesch von Bringen veröffentlicht. 2022 erschien eine neue Übersetzung von  Giovanni und Ditte Bandini im  Atlantik Verlag.
Es ermittelt Superintendent Battle, der dem Leser schon aus den Romanen Die Memoiren des Grafen, Der letzte Joker und Mit offenen Karten bekannt ist. Battle tritt allerdings nur als Randfigur auf, den Fall lösen die Frischverliebten Luke Fitzwilliam und Bridget Conway.

## Handlung
Luke Fitzwilliam kehrt nach einem langen Auslandsaufenthalt nach England zurück, ausgestattet mit einer Pension und einem kleinen Vermögen. Auf der Zugfahrt nach London zu seinem Freund Jimmy Lorrimer lernt er Miss Pinkerton kennen, eine scheinbar verrückte, aber liebenswürdige ältere Dame. Sie berichtet ihm von einer Reihe von seltsamen Todesfällen in ihrer Heimatstadt Wychwood und dass sie vermutet, dass es sich um eine Mordserie handelt. Sie ist auf dem Weg nach London zu Scotland Yard, weil sie sicher ist zu wissen, wer der Mörder sei.
Am nächsten Tag erfährt Fitzwilliam aus der Zeitung, dass Miss Pinkerton von einem Auto überfahren worden ist. Da Lorrimer in Wychwood eine Cousine hat, macht Fitzwilliam sich auf den Weg dorthin, um Miss Pinkertons Mörder zu finden.
Er ist zu Gast bei Lord Whitfield (Gordon Ragg) und gibt im Dorf vor, eine wissenschaftliche Arbeit über Heimatbräuche zu schreiben. Eingefädelt hat die Geschichte sein Freund Jimmy. Dessen Cousine Bridget war die Sekretärin des Lords und ist nun seine Verlobte. Eigentlich ist der Lord kein gebürtiger, sondern ein geadelter wirtschaftlicher Aufsteiger. Die scharfsichtige Bridget bekommt schnell heraus, dass Luke jemand anderes ist, als er vorgibt. Sie beteiligt sich an seinen Ermittlungen und die beiden verlieben sich. Gemeinsam finden sie heraus, dass alle Opfer der Mordserie irgendwie in einer Beziehung zu Lord Whitfield standen.
Es gelingt Luke, Miss Honoria Waynflete, die ehemalige Verlobte des Lords, der Morde zu überführen. Dabei kann er im letzten Moment verhindern, dass sie Bridget erwürgt. Ihr Motiv war es, durch Ermordung all jener, die dem Lord irgendwelche Unannehmlichkeiten oder Gefahren bereiteten, den Lord als Serienmörder darzustellen. Sie konnte die Jahrzehnte zurückliegende Trennung nie verwinden. Ragg hatte seinerzeit die Verlobung gelöst, weil Honoria ihrem Kanarienvogel den Hals umgedreht hatte. Am Schluss werden Luke und Bridget ein Paar.

## Personen

### Hauptpersonen
- Luke Fitzwilliam, pensionierter Polizist
- Bridget Conway, Cousine von Jimmy Lorrimer, Sekretärin und Verlobte von Lord Whitfield
- Lord Whitfield (Gordon Ragg), Herausgeber von Groschenheften, der es aus bescheidenen Verhältnissen zu Reichtum gebracht hat; in seiner Jugend war er mit der etwas älteren Miss Waynflete und jetzt ist er mit Bridget Conway verlobt
- Miss Honoria Waynflete, ehrenamtliche Bibliothekarin

### Die Opfer
- Mrs. Lydia Horton, die Frau von Major Horton, die an einer Gastritis starb
- Harry Carter, der Besitzer des Pubs Seven Stars, der im Fluss ertrank
- Tommy Pierce, ein Teenager, der nach dem Sturz aus einem Fenster von Wych Hall, der örtlichen Bibliothek, starb
- Amy Gibbs, das Zimmermädchen von Miss Waynflete, die an einer Vergiftung durch ein Hutfärbemittel starb, das sie angeblich mit Hustensaft verwechselte
- Miss Lavinia Pinkerton, eine ältere Dame, die auf dem Weg zu Scotland Yard in London von einem Auto überfahren wurde
- Dr. John Edward Humbleby, der Arzt des Dorfes, der an einer Blutvergiftung starb
- Rivers, Chauffeur von Lord Whitfield, der wegen eines Fehlverhaltens entlassen wurde und scheinbar von einem herabfallenden Stück eines Torpfeilers erschlagen wurde

### Weitere Personen
- Jimmy Lorrimer, Freund von Luke Fitzwilliam
- Jessie Rose Humbleby, Witwe von Dr. Humbleby
- Rose Humbleby, Tochter von Dr. Humbleby, verlobt mit Dr. Thomas
- Mrs. Anstruther, Tante von Bridget Conway
- Wonky Pooh, die orange Perserkatze von Miss Pinkerton, nun bei Miss Waynflete, die an einer Ohrenentzündung leidet

## Adaptionen für die Bühne und den Film

### Murder Is Easy (1982)
Der Roman wurde 1982 für die CBS mit Bill Bixby, Lesley-Anne Down, Olivia de Havilland und Helen Hayes für einen Fernsehfilm adaptiert.

### Theaterstück (1993)
1993 schrieb Clive Exton die Bühnenversion dieses Romans.

### Agatha Christie’s Marple
2008 wurde der Roman für die britische Fernsehserie Agatha Christie’s Marple mit großen Veränderungen adaptiert. So spielt Miss Marple mit, die im Roman überhaupt nicht vorkommt.

### Agatha Christie Mörderische Spiele – "Einfach Mord?"
2015 wurde der Roman für die französische Fernsehserie Agatha Christie: Mörderische Spiele unter dem Titel "Einfach Mord?" verfilmt. Die Handlung wurde – auch hier wieder stark verfremdet – nach Frankreich verlegt.

## Wichtige Ausgaben
- 1939, Collins Crime Club (London), 5. Juni 1939, Hardcover
- 1939, Dodd Mead and Company (New York), September 1939, Hardcover
- 1943 deutsche Erstausgabe in der Übersetzung von Auguste Flesch von Bringen, Scherz Verlag (Bern)[3]
- 2022 Neuübersetzung von Giovanni und Ditte Bandini im Atlantik Verlag

Die erste Veröffentlichung des Romans war ein Fortsetzungsroman in sieben Teilen in der The Saturday Evening Post vom 19. November (Volume 211, Nummer 21) bis 31. Dezember 1938 (Volume 211, Nummer 27) unter dem Titel Easy to Kill mit Illustrationen von Henry Raleigh.

## Hörbücher
- 2006: Das Sterben in Wychwood (3 CDs). Gekürzte Lesung. Aus dem Englischen von Sven Koch. Gelesen von Peter Kaempfe. Regie: Sven Stricker. Der Hörverlag (München).[5]
- 2009: Das Sterben in Wychwood (6 CDs). Einzige ungekürzte Lesung. Sprecher: Hans Eckardt. Regie: Ann-Sophie Weiß. Hörbuchproduktionen (Marburg).[6]